# Стернер, Ульф
Ульф Ивар Эрик Стернер (швед. Ulf Ivar Erik Sterner; 11 февраля 1941, Дейе, Швеция) — шведский хоккеист, нападающий. Игрок сборной Швеции по хоккею с шайбой. Чемпион мира по хоккею с шайбой 1962 года. Член Зала славы ИИХФ с 2001 года.

## Биография
Родился в городе Дейе, в Швеции, в 1941 году. Воспитанник местного хоккея, выступал за городской клуб во второй лиге Швеции. В сезоне 1956/57 дебютировал в элитной дивизионе страны за клуб «Форсхага». 12 ноября 1959 года в товарищеском матче дебютировал за шведскую команду в матче против Чехословакии. В 1960 году дебютировал в официальных матчах на Олимпийских играх в Скво-Вэлли. В 1962 году стал чемпионом мира по хоккею с шайбой.
С 1961 по 1964 год выступал за команду «Фрёлунда». Лауреат Золотой шайбы 1963 года – приза лучшего игрока шведской лиги. В сезоне 1964/65 уехал за океан выступать за команду НХЛ «Нью-Йорк Рейнджерс», став первым европейцем этого турнира. В национальной хоккейной лиге сыграл 4 матча за клуб. Большую часть сезона провёл в фарм-клубах команды.
В 1965 году вернулся в Швеции, в команду второй лиги «Рёгле». вместе с клубом поднялся в элиту шведского хоккея, где провёл ещё один сезон. В сезоне 1967/68 выступал за «Ферьестад», в следующем сезоне – за «Фрёлунду», после чего ещё четыре года за «Ферьестад». В сезоне 1973/74 выступал за английский клуб «Лондон Лайонз». С 1974 по 1977 год выступал за команду «Бекен», в составе клуба провёл последний сезон в элитном дивизионе. С 1977 по 1990 год с перерывами выступал за шведские команды низших лиг.
В составе сборной Швеции дебютировал на Олимпийских играх 1960 года. Выступал за команду на чемпионатах мира по хоккею с шайбой. Завоевал серебряную медаль Олимпийских игр в Инсбруке, а также одну золотую, пять серебряных и одну бронзовую медали первенства планеты. Последний раз на лёд в свитере «Тре Крунур» выходил в 1973 году.
Работал на тренерских позициях, в 1987 году возглавлял немецкий клуб «Байройт», а в 1990 году шведский «Хаммаро». В 2001 году был включён в Зал славы ИИХФ.